# DJ Megatron
DJ Megatron, nome artístico de Corey McGriff (Staten Island, 11 de agosto de 1978 - 27 de março de 2011), foi um DJ, produtor musical, rapper, e personalidade de rádio e televisão norte-americano.